# Kanton Arles-Ouest
Der Kanton Arles-Ouest war bis 2015 ein französischer Wahlkreis im Arrondissement Arles, im Département Bouches-du-Rhône und in der Region Provence-Alpes-Côte d’Azur. Die landesweiten Änderungen in der Zusammensetzung der Kantone brachten im März 2015 seine Auflösung. Er bestand aus folgenden Stadtteilen von Arles:
| - Albaron - Barriol - Centre - Fourchon - Gageron - Gimeaux | - Le Paty-de-la-Trinité - Saliers - Salin-de-Giraud - Le Sambuc - Trinquetaille - Villeneuve |